# Half Moon Run

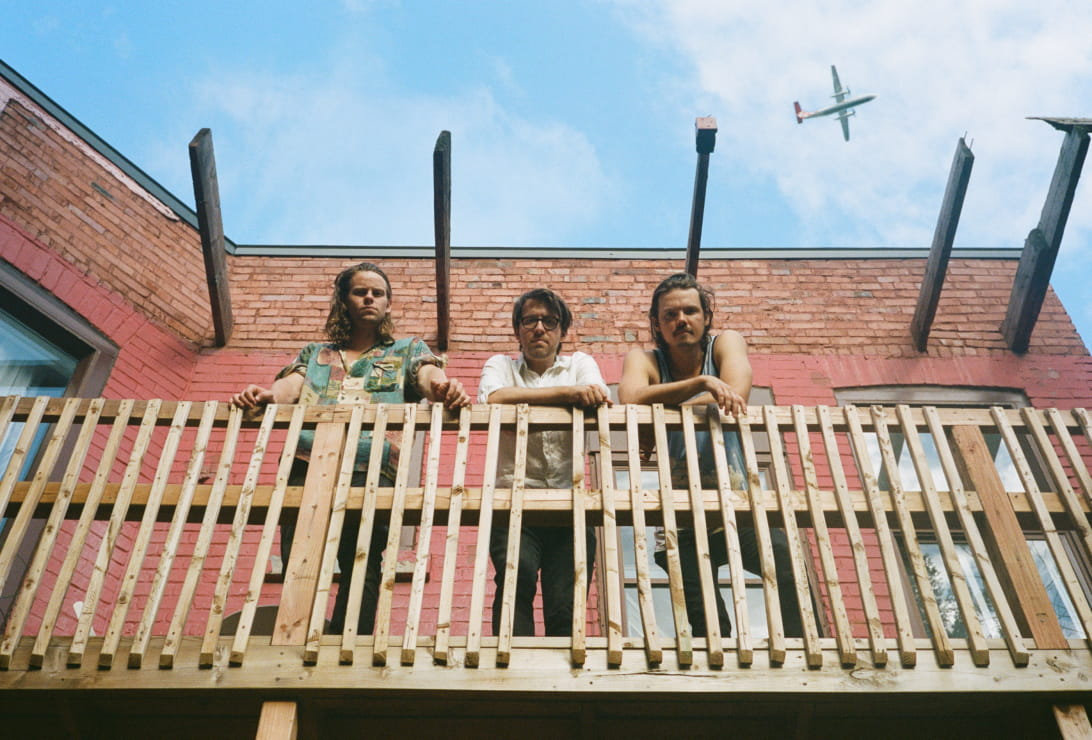
Half Moon Run 2021

Half Moon Run är ett indierockband från Kanada. Bandet består av medlemmarna Devon Portielje (sång och gitarr), Dylan Phillips, Conner Molander, Isaac Symonds. Bandet har under 2012 turnerat jorden runt och varit förband till Mumford & Sons och Of Monsters and Men.